# Lengkong (Rakit)
Lengkong is een bestuurslaag in het regentschap Banjarnegara van de provincie Midden-Java, Indonesië. Lengkong telt 5578 inwoners (volkstelling 2010).